# Edgar Sengier
Edgar Sengier (* 9. Oktober 1879 in Kortrijk; † 26. Juli 1963 in Cannes) war ein belgischer Bergbauingenieur.

## Leben
Sengier schloss 1903 sein Studium an der Katholischen Universität Löwen ab.

## Union Minière du Haut Katanga
Am 23. April 1885 erließ der Eigentümer Leopold II. eine Freihandelsverfassung für seinen Kongo-Freistaat. 1906 investierte die Société générale de Belgique in die Union Minière du Haut Katanga (UMHK), die Société internationale forestière et minière du Congo (Forminiere, Diamanten) und die Compagnie du Chemin de Fer du Bas-Congo au Katanga, über diese drei Gesellschaften vermarktete Leopold II. Konzessionen zur Ausbeutung seines Regimes. In die Forminiere investierte die Anaconda Copper Mining Company. Der Generaldirektor der Anaconda Copper Mining Company, Thomas Fortune Ryan verkaufte die Anteile der Anaconda an der Forminiere an Daniel Guggenheim (Industrieller). Union Minière du Haut Katanga hatte die Konzession für den Bergbau auf Kupfer und die mit ihm in Verbindung auftretenden Erze von Kobalt und Uran bzw. Radium. Die Aktienmehrheit der Union Minière du Haut Katanga hielt der belgische Staat. Die Tanganyika Concessions Ltd. (Tanks) von Sir Robert Williams, 1st Baronet, of Park, hielt 1920 45 % der Aktien der Union Minière du Haut Katanga. Die Mehrheit beschloss eine Kapitalerhöhung, welche Tanks nicht mitmachte, weshalb ihr Anteil 1923 auf 16 % gesunken war. Ein Anleger war die Société générale de Belgique, welche den Direktor stellte. Von 1918 bis 1919 vertrat Edgar Sengier Direktor der Union Minière du Haut Katanga in Élisabethville. Von 1914, 51 % war der Anteil der Mitarbeiter mit belgischer Staatsangehörigkeit bei der Union Minière du Haut Katanga auf 22 % 1917 gesunken. Unter dem Einfluss von Sengier stieg er bis 1922 auf 58 %.
1932 wurde Sengier Direktor der Société générale de Belgique. Die Société générale de Belgique bereitete ihre Unternehmensstruktur ab 1938 auf den Zweiten Weltkrieg vor. Anfang 1939 wurde in Fachkreisen bekannt, dass Otto Hahn und Fritz Straßmann 1938 am Kaiser-Wilhelm-Institut die Entdeckung der Kernspaltung von Uran-235 gemacht hatten. John Lawrence Baird, 1. Viscount Stonehaven, der für die Tanganyika Concessions Ltd. im Direktorium der Union Minière du Haut Katanga saß, wies Sengier im Mai 1939 auf eine mögliche energetischen Nutzung des Metalls hin und arrangierte ein Treffen mit Henry Tizard.
Tizard bat Sengier um ein Optionsrecht für die gesamte Uranerzproduktion, welches Sengier nicht geben wollte, da auch Frédéric Joliot-Curie sein Uran bei ihm bezog. Sengier beauftragte Direktor Firmin Van Brée (* 1880 in Anderlecht; † 1960 in Saint-Jean-de-Luz) mit der Koordination der Société-générale-de-Belgique-Interessen in Afrika.
Die Shinkolobwe-Mine der Union Minière du Haut Katanga lieferte 80 der 1939 weltweit gehandelten 100 Tonnen Uranoxiden. Die Union Minière du Haut Katanga verlagerte die Verhüttung der Erze vom Hauptwerk in Olen (Belgien) bei Antwerpen nach Katanga und Long Island. Hier wurden die Geschäftsbeziehungen zu der Nichols Copper Company of New York ausgebaut. Die US-Regierung versuchte die vorrangige Belieferung mit Kobalt durch eine Vereinbarung im Rahmen der International Copper Buyers Association abzusichern. Die Union Minière du Haut Katanga eröffnete Büros in Lissabon, Kapstadt und New York City, wo sie das Kapital ihrer dortigen Beteiligungsgesellschaft, der African Metals Corporation Limited, von 25.000 auf 250.000 USD erhöhte. Sengier bezog im September 1939 ein Büro der African Metals im Cunard Building und wies an, das in der Olener Raffinerie befindliche Uran sowie die in Belgien vorhandenen Radiumbestände in das Vereinigte Königreich und die USA zu verlagern. Die Evakuierung des Radiums gelang und das Uranerz wurde im Juni 1940 von der Wehrmacht konfisziert. Uranerz, welches vor der Schließung der Shinkolobwe-Mine wegen Sättigung des Uranmarktes 1939 auf Halde lagerte wurde nach Long Island verschifft. Ab Oktober 1939 versuchte Sengier wesentliche Marktanteile am US-Kobaltmarkt durch die Société générale de Belgique einzunehmen. Dazu sollte die General Electric International Cooperation einen fünften Hochofen in Jadotville mit einer Schmelzleistung von 1500 bis 2000 Tonne (Einheit)/Jahr errichten. Das bei strategischen Produkte zuständige War Production Board argumentierte mit einer Zuspitzung der Abhängigkeit der US-Rüstung, welche vor dem Zweiten Weltkrieg 80 % des Kobalts aus Belgisch Kongo bezog und stimmte der Errichtung nicht zu.:61 Als die Deutschen 1940 Belgien besetzten, verschiffte Sengier 1200 Tonnen hochwertiges Uranerz (65 % Uran) nach New York.:70
Im Juni 1943 hatte Leslie R. Groves das US-Military Policy Committee, davon überzeugt, dass die Vereinigten Staaten nichts dabei im Wege stehen lassen dürfen, die möglichst vollständige Kontrolle der Welt-Uran-Vorräte zu erreichen. Sengier argumentierte zwar gegen die angestrebte Nonproliferation durch eine Internationale Atomenergie-Organisation schließlich unterzeichnete er ein Übereinkommen und 1946 stellten die US-Behörden ein Visum zur Rückreise nach Brüssel aus. Insgesamt hat Sengier 4.200 Tonnen Uran an das Projet geliefert.
Er war Träger der Medal for Merit, eine der höchsten zivilen Auszeichnungen der USA. Er war der erste nicht-amerikanische Zivilist der diese Auszeichnung erhielt.

## Dokumentation
Edgar Sengiers Wirken wird in der japanischen Dokumentation Mystery Man of the A-Bomb beschrieben.